# Gonomyia (Idiocerodes) kansensis
Gonomyia (Idiocerodes) kansensis is een tweevleugelige uit de familie steltmuggen (Limoniidae). De soort komt voor in het Nearctisch gebied.